# Liste des albums musicaux numéro un au Billboard 200 en 1970
Cette page liste les albums musicaux ayant eu le plus de succès au cours de l'année 1970 aux États-Unis d'après le magazine Billboard.

## Historique
| Date         | Artiste(s)                   | Titre                      | Référence |
| ------------ | ---------------------------- | -------------------------- | --------- |
| 3 janvier    | The Beatles                  | Abbey Road                 |           |
| 10 janvier   | The Beatles                  | Abbey Road                 |           |
| 17 janvier   | Led Zeppelin                 | Led Zeppelin II            |           |
| 24 janvier   | The Beatles                  | Abbey Road                 |           |
| 31 janvier   | Led Zeppelin                 | Led Zeppelin II            |           |
| 7 février    | Led Zeppelin                 | Led Zeppelin II            |           |
| 14 février   | Led Zeppelin                 | Led Zeppelin II            |           |
| 21 février   | Led Zeppelin                 | Led Zeppelin II            |           |
| 28 février   | Led Zeppelin                 | Led Zeppelin II            |           |
| 7 mars       | Simon and Garfunkel          | Bridge over Troubled Water |           |
| 14 mars      | Simon and Garfunkel          | Bridge over Troubled Water |           |
| 21 mars      | Simon and Garfunkel          | Bridge over Troubled Water |           |
| 28 mars      | Simon and Garfunkel          | Bridge over Troubled Water |           |
| 4 avril      | Simon and Garfunkel          | Bridge over Troubled Water |           |
| 11 avril     | Simon and Garfunkel          | Bridge over Troubled Water |           |
| 18 avril     | Simon and Garfunkel          | Bridge over Troubled Water |           |
| 25 avril     | Simon and Garfunkel          | Bridge over Troubled Water |           |
| 2 mai        | Simon and Garfunkel          | Bridge over Troubled Water |           |
| 9 mai        | Simon and Garfunkel          | Bridge over Troubled Water |           |
| 16 mai       | Crosby, Stills, Nash & Young | Déjà Vu                    |           |
| 23 mai       | Paul McCartney               | McCartney                  |           |
| 30 mai       | Paul McCartney               | McCartney                  |           |
| 6 juin       | Paul McCartney               | McCartney                  |           |
| 13 juin      | The Beatles                  | Let It Be                  |           |
| 20 juin      | The Beatles                  | Let It Be                  |           |
| 27 juin      | The Beatles                  | Let It Be                  |           |
| 4 juillet    | The Beatles                  | Let It Be                  |           |
| 11 juillet   | Artistes variés              | Woodstock                  |           |
| 18 juillet   | Artistes variés              | Woodstock                  |           |
| 25 juillet   | Artistes variés              | Woodstock                  |           |
| 1er août     | Artistes variés              | Woodstock                  |           |
| 8 août       | Blood, Sweat and Tears       | Blood, Sweat & Tears 3     |           |
| 15 août      | Blood, Sweat and Tears       | Blood, Sweat & Tears 3     |           |
| 22 août      | Creedence Clearwater Revival | Cosmo's Factory            |           |
| 29 août      | Creedence Clearwater Revival | Cosmo's Factory            |           |
| 5 septembre  | Creedence Clearwater Revival | Cosmo's Factory            |           |
| 12 septembre | Creedence Clearwater Revival | Cosmo's Factory            |           |
| 19 septembre | Creedence Clearwater Revival | Cosmo's Factory            |           |
| 26 septembre | Creedence Clearwater Revival | Cosmo's Factory            |           |
| 3 octobre    | Creedence Clearwater Revival | Cosmo's Factory            |           |
| 10 octobre   | Creedence Clearwater Revival | Cosmo's Factory            |           |
| 17 octobre   | Creedence Clearwater Revival | Cosmo's Factory            |           |
| 24 octobre   | Santana                      | Abraxas                    |           |
| 31 octobre   | Led Zeppelin                 | Led Zeppelin III           |           |
| 7 novembre   | Led Zeppelin                 | Led Zeppelin III           |           |
| 14 novembre  | Led Zeppelin                 | Led Zeppelin III           |           |
| 21 novembre  | Led Zeppelin                 | Led Zeppelin III           |           |
| 28 novembre  | Santana                      | Abraxas                    |           |
| 5 décembre   | Santana                      | Abraxas                    |           |
| 12 décembre  | Santana                      | Abraxas                    |           |
| 19 décembre  | Santana                      | Abraxas                    |           |
| 26 décembre  | Santana                      | Abraxas                    |           |